# ミタイ
ミタイとはホットケーキのような形をしている、ネパールの菓子の一つである。

## その他
- 元々は、ネパールの菓子全体を表す語であったが、現在は狭義では上記の特徴の菓子のことを表すことも多くなった。
- ネパールでは、食事として食べることもある。